# Liste der Schriften von Dieter Wellershoff
Die Liste der Schriften von Dieter Wellershoff ist ein Verzeichnis nach dem Inhalt von Dieter Wellershoff Werke in neun Bänden, herausgegeben von Keith Bullivant (Bd. 1–6), Manfred Durzak (Bd. 1–6; 7–8) und Werner Jung (Bd. 9), Köln: Kiepenheuer & Witsch 1996–2011
- Band 1. Romane. 1996.
- Band 2. Romane, Novellen, Erzählungen. 1996.
- Band 3. Autobiographische Schriften. 1996.
- Band 4. Essays, Aufsätze, Marginalien. 1997.
- Band 5. Vorlesungen und Gespräche. 1997.
- Band 6. Hörspiele, Drehbücher, Gedichte. 1997.
- Band 7. Romane, Erzählungen. 2011.
- Band 8. Reden, Gespräche. 2011.
- Band 9. Frühe Schriften, Vermischtes, Briefe. 2011.

## Band 1: Romane
- Zu dieser Ausgabe. S. 9
- Ein schöner Tag (1966). S. 15
- Die Schattengrenze (1969). S. 207
- Einladung an alle (1972). S. 361
- Die Schönheit des Schimpansen (1977). S. 535
- Erstveröffentlichungen. S. 743

## Band 2: Roman, Novellen, Erzählungen

### Roman
- Der Sieger nimmt alles (1983). S. 13

### Novellen und Erzählungen
- Während (1960). S. 477
- Auf der Flucht (1965). S. 482
- Wiederkommen (1970). S. 485
- Doppelt belichtetes Seestück (1973). S. 498
- Ein Gedicht von der Freiheit (1974). S. 519
- Die Sirene (1980). S. 579
- Die Augen (1981). S. 711
- In Erwartung der Gäste (1981). S. 740
- Der schöne Mann (1983). S. 762
- Bleibe (1985). S. 809
- Augenblicke der Benommenheit (1985). S. 811
- Die Körper und die Träume (1985). S. 832
- Die Fähre nach England (1986). S. 894
- Das Blau des Eisvogels (1986). S. 924
- Die Frau auf dem Balkon (1986). S. 947
- Das Vermächtnis (1991). S. 952
- Die gewöhnliche Einsamkeit (1991). S. 961
- Das Meer der Gedanken (1992). S. 968
- Das, was uns rettet (1992). S. 979
- Tanz in Schwarz (1993). S. 991
- Die Abenteuer des Augenblicks (1993). S. 996
- Flugphasen (1994). S. 1016
- Zikadengeschrei (1995). S. 1024
- Erstveröffentlichungen. S. 1075

## Band 3: Autobiographische Schriften
- Tagebuch, Mai 1971 (1971). S. 11
- Zwischenbilanz (1975/1985). S. 46
- Die Arbeit des Lebens. Autobiographische Texte (1985). S. 54
  - Kindheit. Zweiunddreißig Skizzen (1984). S. 58
  - Ein Allmachtstraum und sein Ende (1981). S. 80
  - Deutschland – ein Schwebezustand (1978/79). S. 93
  - Die Familie – eine Geisterbeschwörung (1984). S. 135
  - Wohnungen, Umgebungen (1984). S. 182
  - Langeweile und unbestimmtes Warten (1981). S. 250
- Schreiben und schlafen (1985). S. 258
- Ein Gefühl von Überfluß (1986). S. 261
- Moments musicaux (1990). S. 269
- Pan und die Engel. Ansichten von Köln (1990). S. 271
  - Im Beethovenpark (1976). S. 272
  - Der Dom als Vatergestalt (1980). S. 276
  - Die Stadt als Baustelle (1987). S. 281
  - Nachtspaziergänge in der Südstadt (1989). S. 291
  - Die Kölner Brücken und der Rhein (1989). S. 305
  - Ein Besuch in »Hollymünd« (1989). S. 317
  - Richmodis und die Heinzelmännchen (1989). S. 324
  - Fliegen, knieen und schweben. Drei Gedenkstätten für die Toten der letzten Kriege (1989). S. 338
  - Pan und die Engel (1989). S. 346
  - Die unterirdische Stadt. Abwasserkanäle, U-Bahn-Schächte und Rheintunnel (1989/90). S. 367
  - Geist der Götter, Geist der Dinge. Im Museum für Ostasiatische Kunst (1990). S. 387
  - Fahrt in den Auwald (1990). S. 403
- Blick auf einen fernen Berg (1991). S. 411
- Im Lande des Alligators (1992). S. 567
- Das Knistern der alten Platten (1992). S. 614
- Inselleben. Zum Beispiel Juist (1993). S. 618
- Der Flug der Taube (1995). S. 645
- Der Ernstfall (1995). S. 657
- Erstveröffentlichungen. S. 903

## Band 4: Essays, Aufsätze, Marginalien

### Texte zur Zeitgeschichte
- Jeder hat eine Chance oder »Richtiges Verhalten« im atomaren Krieg (1962). S. 15
- Die Idylle wird bösartig. Rede zur Notstandsgesetzgebung (1968). S. 19
- Widerstand gegen Regression in Zeiten des Unheils. Bertolt Brechts Gedicht »1940« (1978). S. 25
- Wechselseitige Angstlähmung. Die Logik einer kollektiven Neurose (1981). S. 32
- Die Logik der Abschreckung (1983). S. 44
- Zum Ostermarsch (1984). S. 46
- Ach so ist das! (1987). S. 49
- Zweideutige Nacht (1987). S. 31
- »Gerade noch kreuzungsfähige Unterarten«. Votum für die deutsche Vereinigung (1990). S. 56
- Befreiung und Modernisierungsschub. Zur Revolution in der DDR (1991). S. 66
- Die Ohnmacht der Kopfgeburten. Concept-art zum Thema »Deutsche Wiedervereinigung« (1991). S. 74
- Probleme der deutschen Wiedervereinigung. Eine Tatbestandssicherung (1992). S. 79
- Im Banalen überwintern. Die Lebensregie Gottfried Benns und seine Briefe an Elinor Büller (1992). S. 99
- Zerfallsprodukt der Illusion. Zu den Gewalttaten gegen Ausländer (1992). S. 110
- Die Zukunft angesichts der Vergangenheit (1993). S. 113
- Uber den Umgang mit der Macht (1993). S. 119
- Vernetzung oder Wer fernsieht, blickt ins Dunkel (1993). S. 133
- Sie und wir (1993). S. 142
- Angesichts der Gegenwart (1993). S. 145

### Aufsätze und Essays zur Literatur
- Literatur, Markt, Kulturindustrie (1967). S. 151
- Eine Dame ohne Unterleib oder Die moderne Ästhetik der Distanz (1968). S. 168
- Lesen und Schreiben (1968). S. 171
- Schwierigkeiten mit der Öffentlichkeit (1968). S. 179
- Nachhausekommen (1969). S. 186
- Fiktion und Praxis (1969). S. 202
- Der Gemeinplatz und das einzig richtige Wort (1969). S. 218
- Von der Moral erwischt. Analyse eines Trivialromans (1969). S. 224
- Wiederherstellung der Fremdheit (1969). S. 231
- Zu privat. Über eine Kategorie der Verdrängung (1969). S. 241
- Die Instanzen der Abwehr und das totale Environment (1969). S. 250
- »Männer, Frauen und die übrigen Geschlechter« (1969). S. 262
- Ein Probierfeld der Zukunft. Rede zum Kritikerpreis (1970). S. 267
- Fesselung und Entfesselung. Über Liebesroman und Pornographie (1970). S. 271
- Anarchie oder Ornament. Bemerkungen zum stereofonen Hörspiel (1970). S. 284
- Das Mysterium der Nerven. Über Knut Hamsuns Roman »Hunger« (1971). S. 290
- Transzendenz und scheinhafter Mehrwert. Zur Kategorie des Poetischen (1972). S. 301
- Die Verneinung als Kategorie des Werdens (1972). S. 317
- Vorübergehende Entwirklichung. Zur Theorie des Kriminalromans (1973). S. 337
- Eine am Tag brennende Laterne (1973). S. 395
- Der Gesang der Sirenen (1973). S. 398
- Zukunft und Tod (1974). S. 411
- Infantilismus als Revolte. Zur Theorie des Blödelns (1974). S. 447
- Eine Literatur auf der Suche nach Legitimation. Die westdeutsche Literatur: Probleme, Tendenzen, Gestalten (1975). S. 477
- Träumerischer Grenzverkehr. Über die Entstehung eines Gedichtes (1975). S. 484
- Die Irrealität der Komödie als utopischer Schein (1975). S. 496
- Destruktion als Befreiungsversuch. Über Rolf Dieter Brinkmann (1975). S. 501
- Mehrere Aussagen über Wirklichkeit. Heinrich Böll zum 60. Geburtstag (1977). S. 513
- Der Roman als Krise (1978). S. 519
- Erkenntnis glück und Egotrip. Über die Erfahrung des Schreibens (1978/1979). S. 529
- Das Verschwinden im Bild. Über Blendwerke und Fiktionen (1980). S. 566
- Im Privaten zeigt sich der Weltzustand. Zu Rudolf Borchardts Novelle »Der unwürdige Liebhaber« (1981). S. 603
- Das Geschichtliche und das Private Aspekte einer Entzweiung (1985). S. 611
- Der Treibsand der Gefühle und die Freiheit, glücklich zu sein (1986). S. 634
- Nähe des Unheimlichen. Zu Friedrich Hebbels Gedicht »Dämmerempfindung« (1986). S. 644
- Die Bücher der frühen Jahre (1986). S. 647
- Der Widerstand gegen das Schreiben (1988). S. 659
- Persiflage und Groteske. Zu den Galgenliedern von Christian Morgenstern (1988). S. 673
- An den Rändern der Bedeutung. Zu den Fotografien von Jörg Krichbaum (1988). S. 677
- Ein sozialer Raum ohne Entfremdung? Rückblick auf die Gruppe 47 (1988). S. 688
- Schreiben in einer vom Zufall durchmischten Welt. Rede zur Verleihung des Heinrich-Böll-Preises (1988). S. 700
- Die Antwort der Leidenschaft. Die Ideologie der Beziehungskrisen. Zu Peter von Matts Buch über den »Liebesverrat« (1989). S. 708
- Literatur als Spektakel (1989). S. 720
- Ein unbestimmtes Etwas im Dunkeln. Wie Spannung entsteht und was sie bedeutet (1989/1992). S. 730
- Frauenfeind und Dr. Krebs. Probleme der Namengebung in literarischen Texten (1991). S. 743
- Double, Alter Ego und Schatten-Ich. Schreiben und Lesen als mimetische Kur (1991). S. 760
- Ein Riß durch die Worte. Zu Zbigniew Herberts Gedicht »Episode« (1992). S. 784
- Unabsehbarkeit (1992). S. 792
- Der Baukasten der Imagination. Über Konzept und Entstehung des Romans »Der Sieger nimmt alles« (1992). S. 797
- Der Verbrecher und die anderen. Zur Neuausgabe des Romans »Einladung an alle« und des Films »Eskalation« (1992). S. 829

### Vermischte Schriften
- Das Problem des letzten Satzes. Dankrede zur Verleihung des Hörspielpreises der Kriegsblinden (1961). S. 839
- Neuer Realismus (1965). S. 843
- Bestseller. Ein bürgerliches Trauerspiel. Joseph Caspar Witsch zum 60. Geburtstag (1966). S. 845
- Konvention und Stilgrimasse. Über den »Gruppe 61«-Almanach »Aus der Welt der Arbeit« (1972). S. 849
- Sadistischer Leistungswille. Über Hubert Selbys Roman »Mauern« (1972). S. 834
- Kulturjournalismus als Denkstil. George Steiners Aufsätze (1974). S. 857
- Erträumte Wunscherfüllung und angstvolle Abwehr. Zu: Peter Dettmering: »Dichtung und Psychoanalyse II« (1975). S. 861
- Schreibhaltungen, Lesehaltungen. Vier Statements (1975). S. 866
- »Alleinsein ist wie ein Gas, das ausströmt«. Zum Tod von Rolf Dieter Brinkmann (1975). S. 875
- Gelegenheit zur Erfahrung. Über den Umgang mit Gedichten (1975). S. 879
- Gefährlich leben auf weibliche Art. Zum neunten Male Angelique – Lektüre eines Frauenromans (1976). S. 883
- Die Mythen von der Mutterschaft und vom einsamen Mann. Zur Rezeption von Wim Wenders’ Film »Paris, Texas« (1985). S. 888
- Zwiesprache mit einem Berg. Zu Paul Cezannes Bild »Der Berg Sainte-Victoire von Bibemus aus gesehen« (1989). S. 893
- Geburt der Freiheit aus dem Zusammenbruch des Sinns. Sartres Roman »Der Ekel« (1990). S. 896
- Die materielle Basis der Literatur. Vortrag im »Jungen Literaturforum« Darmstadt (1994). S. 898
- Ein Gang ins Ungebahnte. Über die Arbeit des Schreibens (1995). S. 905
- Hinweis auf eine kulturelle Lücke. Wir brauchen Seminare für Creative writing (1996). S. 907
- Erstveröffentlichungen. S. 915

## Band 5: Vorlesungen und Gespräche

### Vorlesungen
- Der Gleichgültige. Versuche über Hemingway, Camus, Benn und Beckett. Münchener Vorlesungen. S. 11
- Die Auflösung des Kunstbegriffs. Salzburger Vorlesungen. S. 100
- Der Roman und die Erfahrbarkeit der Welt. Essener und Paderborner Vorlesungen. S. 251
- Anfängen zu erzählen und zum Ende kommen. Berliner Seminar. S. 720
- Das Schimmern der Schlangenhaut. Existentielle und formale Aspekte des literarischen Textes. Frankfurter Vorlesungen. S. 785

### Gespräche
- Literatur als Erfahrung. Gespräch mit Jos Hoogeven. S. 895
- Das Glück, der Tod und der Realismus. Gespräch mit Horst Schwebel. S. 909
- Schreiben und Leben Gespräch mit amerikanischen Germanisten. S. 930
- Zeit – Alltag und Augenblick. Gespräch mit Werner Jung. S. 947
- Farbiges Dunkel. Ein Gespräch über Kunst mit Heinz-Norbert Jocks. S. 963
- Erstveröffentlichungen. S. 991

## Band 6: Hörspiele, Drehbücher, Gedichte

### Hörspiele
- Die Sekretärin. S. 11
- Die Bittgänger. S. 41
- Der Minotaurus. S. 94
- Am ungenauen Ort. S. 117
- Bau einer Laube. S. 147
- Die Schatten. S. 167
- Wünsche. S. 187
- Das Schreien der Katze im Sack. S. 207
- Die Toten. S. 229
- Null Uhr null Minuten und null Sekunden. S. 245
- Schneelandschaften, Schneestimmen, Schneegespenster. S. 268

### Drehbücher
- Glücksucher. S. 287
- Die Freiheiten der Langeweile. S. 364
- Phantasten 1 und 2. S. 438
- Flüchtige Bekanntschaften. S. 558
- Ein ungleiches Paar. S. 628
- Warum Drehbücher veröffentlichen? Ein Beitrag zur Mediendiskussion. S. 692

### Multi-Media
- Hysteria. Szenarium für eine Multi-Media-Oper. S. 705
- Erlebnisräume: Die Zeit. Der Pfad des Wohlklangs. S. 740
- Multi-mediale Kunst – eine längst fällige. S. 742

### Gedichte
- Gedichte. S. 745

### Anhang
- Erstveröffentlichungen. S. 809
- Nachwort der Herausgeber. S. 813

## Band 7: Romane, Erzählungen

### Roman
- Der Liebeswunsch (2000). S. 11

### Erzählungen
- Das normale Leben (2005). S. 323
  - Graffito (2003). S. 325
  - Das weiße Handtuch (2003). S. 340
  - Wann kommt Walter? (2003). S. 347
  - Das Verschwinden (2003). S. 357
  - Episode (2003). S. 393
  - In der Oper (2004). S. 403
  - Das normale Leben (2004). S. 421
  - Das Sommerfest (2004). S. 478
  - Der Rückzug (2004). S. 535
  - Im Vorbeigehen (2005). S. 360

### Roman
- Der Himmel ist kein Ort (2009). S. 567

### Anhang
- Erstveröffentlichungen. S. 779
- Nachwort des Herausgebers. S. 781

## Band 8: Essays, Reden, Gespräche

### Essaysammlungen
- Der verstörte Eros. Zur Literatur des Begehrens (2001)
  - Vorbemerkung. S. 17
  - I. Eine plötzliche Enthüllung. S. 19
  - II. Der Verführer und die Tugend. Goethe: Die Leiden des jungen Werthers. Gedichte; de Laclos: Gefährliche Liebschaften; Schiller: Das Lied von der Glocke. S. 22
  - III. Aufstieg eines Außenseiters. Stendhal: Rot und Schwarz. Bekenntnisse eines Egotisten. Leben des Henri Brulard; Über die Liebe. S. 54
  - IV. Desillusionierungen. Balzac: Die tödlichen Wünsche. Comedie humaine -Flaubert: Lehrjahre des Gefühls. S. 72
  - V. Ehebrecherinnen. Flaubert: Madame Bovary, Tolstoi: Anna Karenina. Die Kreutzersonate. Der Tod des Iwan Iljitsch; Fontane: Eff Briest. S. 115
  - VI. Untergänge. Proust: Auf der Suche nach der verlorenen Zeit; Borchardt: Der unwürdige Liebhaber. S. 171
  - VII. Entgrenzungen. Zola: Nana, Th. Mann: Der Tod in Venedig; D. H. Lawrence: Söhne und Liebhaber. Lady Chatterley’s Lover; H. Miller: Wendekreis des Krebses. Wendekreis des Steinbocks. Sexus. Plexus. Nexus. Insomnia, Nabokov: Lolita -Joyce: Ulysses. S. 200
  - VIII. Glücksucher und Verlierer. Updike: Ehepaare. Selbst-Bewußtsein; Houellebecq: Ausweitung der Kampfzone. Elementarteilchen; Brodkey: Unschuld; Jelinek: Die Klavierspielerin, Ellis: American Psycho. S. 292
- Der lange Weg zum Anfang. Zeitgeschichte, Lebensgeschichte, Literatur (2007)
  - Wahrnehmung, Vorstellung, Evidenz. Gespräch über das Schreiben mit Daniel Lenz und Eric Pütz (1998). S. 333
  - Augenblicke der Erkenntnis. Antwort auf die Frage nach dem persönlich bedeutendsten Bibeltext (1999). S. 360
  - Die Entstehung eines Romans. Ein Zwischenbericht. Vortrag in der Mainzer Akademie (2000). S. 363
  - Das Zerreißen des Sinns. Rede anlässlich der Verleihung des Hölderlinpreises (2001). S. 382
  - Dazwischen und darüber sein. Rede zur Verleihung des Joseph-Breitbach-Preises am 28. September 2001 in der Mainzer Akademie der Wissenschaften und der Literatur (2001). S. 391
  - Spurensuche. Dankrede zur Verleihung des Niederrheinischen Literaturpreises 2002 (2002). S. 397
  - Das Schweigen der alten Kirchen (2001). S. 403
  - Köln – die wieder erstandene Stadt Gespräch mit Olaf Petersenn (2002). S. 410
  - Nichts ist sicher, alles kann geschehen. Gespräch mit Heinz-Norbert Jocks anlässlich des Krieges im Irak (2003). S. 428
  - Bodenlosigkeit oder Der Betrogene ruft an. Versuch, einen Dialog zu lesen (2003). S. 437
  - Die Literatur und die Erfahrbarkeit des Lebens. Zur Verleihung des Ernst-Robert-Curtius-Preises für Essayistik (2005). S. 456
  - Small talk und Konspiration. Begegnungen in der Zeit der Trennung (2005). S. 466
  - Der riskante Beruf des Schriftstellers (2005). S. 480
  - Was war, was ist Erinnerungen an den 2. Weltkrieg. Vortrag bei der Jahresversammlung der Kölnischen Gesellschaft für Christlich-Jüdische Zusammenarbeit (2005). S. 484
  - Die Nachkriegszeit – Anpassung oder Lernprozeß (2006). S. 503
  - Risse. Eine Familie in Krieg und Nachkrieg (2007). S. 517
  - Das richtige und das falsche Leben. Zum Werk Heinrich Bölls (1998). S. 547
  - Vielstimmiges Intermezzo. Meine Zeit als Lektor (2006). S. 550
  - Der lange Weg zum Anfang. Der erste Roman (2007). S. 573
  - Leben – was sonst? Eine Frage an Gottfried Benn Vortrag, gehalten in einer Gedächtnisveranstaltung (2006). S. 581
  - Geisterbeschwörung. Die literarischen Emigranten der Nazizeit (2006). S. 593
  - Das Leben des Textes und der Text des Lebens Gunter Geduldig und Ursula Schüssler im Gespräch mit Dieter Wellershoff (2006). S. 603

### Essays, Reden, Gespräche
- Jagd auf Verbrecher als Massenunterhaltung. Gespräch mit Christian Linder über den Roman »Einladung an alle« (1972). S. 615
- Gesellschaft als Scheingespräch. Über Nathalie Sarraute (1974). S. 619
- Uber Lyrik in der Schule (1975). S. 624
- Die Legitimationskrise der Literatur und die Evidenz des Schreibens. Antwort auf eine Umfrage der Amsterdamer Literaturzeitschrift »De Revisor« (1976). S. 625
- »Neuer Realismus«: Rückblick (1976). S. 630
- Die Sprache des Traums der Vernunft. Laudatio für Jürgen Habermas (1976). S. 638
- Inszenierte Wahrnehmung. Zu den Bildern einer Ausstellung im Schloß Morsbroich (1980). S. 643
- Kleine Marginalie zum Heimatgefühl (1988). S. 671
- Die Fremdheit des Lebens. Zum Tode von Nicolas Born (1988). S. 676
- »Schreiben – das ist für mich wie ein Abenteuertrip«. Gespräch mit Wolfgang Braun (1989). S. 680
- November 1989 in Leipzig. Tagebuchnotizen (1989). S. 686
- Das Phänomen der Zeit. Zu: Julius T. Fraser, Die Zeit. Auf den Spuren eines vertrauten und doch fremden Phänomens (1991). S. 691
- Drei Kreisläufe. Über den Umgang mit einer Bibliothek (1991). S. 693
- Treibjagd auf Sündenböcke (1992). S. 697
- Beicanto und dirty sound. Gespräch mit Walter Krause (1992). S. 700
- Die Besiegten. Kriegsende und Nachkriegszeit in Deutschland. Zum 50. Jahrestag der deutschen Kapitulation (1995). S. 706
- Schreiben ist die Inszenierung einer Krise. Gespräch mit Wolfgang Feige (1995). S. 716
- Ein halbes Jahr in der Wüste. Stephen Spenders Reisen durch das zerstörte Deutschland (1996). S. 731
- Zerzaustes Federkleid Zu einer Tagebuchnotiz von Ernst Jünger (1996). S. 735
- Rede auf Reinhold Neven DuMont zum 60. Geburtstag (1996). S. 737
- Das Kainsmal des Krieges. Laudatio für Hannes Heer (1997). S. 742
- Eine Gesellschaft ohne Vertrauen (1997). S. 754
- Erinnerungsarbeit. Im Vorfeld der Geschichtsschreibung (1998). S. 7^3
- Einfachheit und Transparenz. Zu Hans Benders Erzählungen (1998). S. 773
- Poesie als individueller Moment. Zu den Gedichten von Walter Helmut Fritz (1998). S. 775
- Die Verbrechen der Wehrmacht. Gespräch mit Markus Schwering (1999). S. 777
- Ein Riesenbleistift für den genialen Sohn. Über Vladimir Nabokov (1999). S. 782
- Das Kronjuwel des Rundfunks. Zum Hörspielpreis der Kriegsblinden (1999). S. 785
- Liebe als Realitätsprinzip. Zu einer Erzählung von Peter Nadas (1999). S. 787
- Singlegespräche oder der Gesang der Sirenen. Zur Psychologie des Telefonierens (2000). S. 789
- Die Entstehung des Romans »Der Liebeswunsch«. Nachwort zur französischen Ausgabe (2000). S. 794
- »Blumenpflücken während der Fahrt verboten« (2001). S. 801
- Rede zum 50jährigen Jubiläum des Verlags Kiepenheuer & Witsch (2001). S. 804
- Überdauern in finsterer Zeit. Heinrich Bölls »Briefe aus dem Krieg 1939–1945« (2001). S. 806
- Gegenwärtigkeit. Ein Nachtrag zu einer alten Geburtstagsrede (2001). S. 814
- Solidarität im Filz. Bemerkungen zum Kölner Spendenskandal (2002). S. 819
- Mobilität (2002). S. 824
- Dankesworte zur Feier der »Goldenen Promotion« (2002). S. 827
- Das Einzelne und das Ganze. Über das Literaturarchiv der Stadtbücherei Köln. Laudatio für Uta Biedermann (2002). S. 829
- Gespräch mit der »Neuss-Grevenbroicher Zeitung«. Zur Verleihung des Großen Stadtsiegels in Silber der Stadt Neuss (2002). S. 838
- Altes Sinnmuster, neueste Waffen. Die Vorbereitung des Irak-Kriegs (2003). S. 845
- Die Kriegserfahrung. Gespräch mit Stephen Lebert und Norbert Thomma (2003). S. 849
- Die Frage nach dem Sinn. Vortrag in der Landesakademie Ottweiler (2003). S. 857
- Die Wüste wächst. Zum drohenden Desaster der Kölner Kultur (2003) . . . 870
- Die Würde des Menschen (2003). S. 875
- Vorschlag für eine Edition (2003). S. 877
- Die Herausforderung des leeren Blattes. Unabsehbarkeit, Komplexität, Reproduzierbarkeit (2004). S. 879
- Totalität und Perspektive. Leben und Schreiben als Wege ins Ungebahnte (2005). S. 891
- Bildbereinigung. Günter Grass und seine Probleme mit der Vergangenheit (2006). S. 909
- Mörderische Zärtlichkeiten. Zu James Ensors Bild »Mädchen mit Puppe« von 1884 (2006). S. 912
- Der Zufall, ein ungebärdiger Gast (2007). S. 915
- Alltäglichkeit. Anmerkungen zu Rolf Dieter Brinkmanns Gedicht »Samstagmittag« (2007). S. 919
- Integration oder Absonderung. Anmerkungen zu der geplanten großen Moschee im Kölner Stadtteil Ehrenfeld (2007). S. 922
- »Die zweiten Augen öffnen sich«. Laudatio auf Theo Bierkens anlässlich der Verleihung des Deutschen Kamerapreises (2007). S. 928
- Nur zufällig überlebt (2007). S. 931
- Ein Horizont von Möglichkeiten. Gespräch mit Peter Clös in der Kölner Lutherkirche (2007). S. 940
- Das unverfügbare Glück. Dankrede zur Verleihung des Rheinischen Kulturpreises (2007). S. 956
- Entgrenzung und das Ende der Repräsentanz. Rede zum 50jährigen Jubiläum des Nordrhein-Westfälischen Förderpreises für Kultur (2007). S. 960
- Das Alter und die vitale Illusion. Gespräch mit Christa Geissler (2007). S. 969
- Schreiben als Erfahrungsprozess. Notizen zur zweiten Mainzer Poetikrunde (2008). S. 978
- In der Arena der Literatur. Über Rolf Dieter Brinkmann (2008). S. 982
- Das Rätsel der Sphinx. Alter, Sterben und die vitale Illusion (2008). S. 1003
- Wachsender Andrang beim Überschreiten der Schwelle. Die Skulpturen Stephan Balkenhols (2008). S. 1019
- Die Stunde Null als Zweite Geburt. Eine mentalitätsgeschichtliche Anmerkung zu Hans-Ulrich Wehlers »Deutsche Gesellschaftsgeschichte« (2008). S. 1032
- Die Mauer im Kopf. Zur Vorgeschichte der deutschen Wiedervereinigung (2008). S. 1037
- »Wo Freiheit ist und Recht, da ist das Vaterland«. Erzählerische Anmerkungen zum Grundgesetz (2009). S. 1043
- Illusionen und Manipulationen einer wankenden Macht. Ein Blick auf die letzten Kriegsjahre (2009). S. 1054
- »Das Haustier der Zivilgesellschaft«. Gespräch mit Andrej Klahn über Religion, das Amt des Schriftstellers und das Geländer, das einen durchs Leben führt (2009). S. 1059
- Vergangenheitsverlust. Anmerkung zum Untergang des Kölner Historischen Archivs (2010). S. 1065
- Die Glaubensfrage Gespräch mit Helmut Weiß (2010). S. 1067
- »Das Leben nach dem Tod ist eine Trostfantasie«. Gespräch mit Gerd Felder (2010). S. 1074
- Die Quadratur des Kreises. Was ein Verleger beachten, verstehen und managen muss. Zum 60. Geburtstag von Helge Malchow (2010). S. 1079
- Gestalt und Entgrenzung. Die Literatur und das Rauschen der Welt (2010). S. 1081
- Die Verteidigung der Kindheit. Dieter Wellershoff über den Kollegen Heinrich Böll, dessen Lektor er eine Weile war (2010). S. 1094
- Was ist und wozu gibt es Literatur? (2010). S. 1098
- Literatur als Erfahrung. Heinrich Deserno im Gespräch mit Dieter Wellershoff (2010). S. 1100
- Der Zweite Weltkrieg als persönliche Erfahrung. Rückblicke und Antworten auf Fragen von Natalija Wasiljewa (2011). S. 1109
- Erscheinen und Verschwinden. Anmerkungen zum Impressionismus (2011). S. 1115

### Anhang
- Erstveröffentlichungen. S. 1127
- Nachwort des Herausgebers. S. 1139

## Band 9: Frühe Schriften, Vermischtes, Briefe

### Frühe Schriften
- Gottfried Benn. Phänotyp dieser Stunde. Eine Studie über den Problemgehalt seines Werkes (1958). S. 15
- Die Lehre vom falschen Bewußtsein. Kritik der marxistischen Ideologiekritik am Beispiel von Georg Lukács (1955). S. 251
- Väter und Söhne. Über den Generationskonflikt (1957). S. 273
- Der exzentrische Mensch. Zur Philosophie Ernst Blochs (1960). S. 288
- Gottfried Benns praktizierter Nihilismus (1960). S. 304
- Sprache und Erlebnishintergrund gegenwärtiger deutscher Lyrik (1962). S. 328
- Konventionelle Konventionen (1962). S. 342
- Was wollen die amerikanischen Soldaten in Vietnam? (1966). S. 347
- Ist eine Revolution unvermeidlich? Antwort auf eine »Spiegel«-Rundfrage (1968). S. 350
- Puritaner, Konsumenten und die Kritik (1969). S. 352
- Das Problem »Staatspreis« (1969). S. 359

### Vermischtes
- Überlegungen zum Roman »Die Schattengrenze« als Stoff für einen möglichen Film (1971). S. 363
- Statement zur Wiederaufführung des Hörspiels »Die Sekretärin« (1980). S. 372
- »Die Schönheit des Schimpansen«. Überlegungen zu einem Film (1980). S. 375
- Festsitzen, nicht entkommen. Begleittext zur Basler Bühneninszenierung des Hörspiels »Am ungenauen Ort« (1985). S. 381
- Prosaminiaturen (1993). S. 383
- Das Glück (1997). S. 393
- »Ins Sein gelangen«. Textvorlage für eine musikalische Improvisation (2006). S. 394
- Lange Nacht der Poesie. Zu der »Langen Nacht der Poesie« in Düren am 29. November 2008 (2008). S. 397
- Ungeschriebene Geschichten (ohne Datum). S. 398

### Briefe 2005–2011
- Vorbemerkung. S. 433
- Adressaten:
- Günther Stark (2.1.2005). S. 435
- Hans Martin Stimpel (19.4.2005). S. 438
- Gerhard Zwerenz (1.6.2005). S. 438
- Czeslaw Plusa (9.6.2005). S. 440
- Franz Norbert Mennemeier (30.6.2005). S. 442
- Hans Schiffmann (7.9.2005). S. 442
- Michael Nikodemus (3.10.2005). S. 444
- Günter Herburger (4.10.2005). S. 445
- Hans Dieter Schäfer (4.3.2006). S. 445
- Walter Hinck (7.10.2006). S. 449
- Günther Stark (6.11.2006). S. 451
- Familie Schreyer (9.11.2006). S. 454
- Martin Hielscher (7.1.2007). S. 457
- Ansgar Nierhoff (7.1.2007). S. 460
- Wolfgang Schreyer (19.1.2007). S. 461
- Hugo Dittberner (20.1.2007). S. 463
- Heinrich Deserno (28.1.2007). S. 465
- Henner Löffler (18.2.2007). S. 469
- Heinrich Deserno (21.3.2007). S. 473
- Susanne Krones (25.3.2007). S. 478
- Wolfgang Schreyerhof. (2007). S. 480
- Torsten C. Fischer (4.5.2007). S. 486
- Günter Blamberger (7.5.2007). S. 488
- Nicole Campe und Christof Küster (28.5.2007). S. 491
- Rudolf von Thadden (2.7.2007). S. 493
- Katharina Born (3.7.2007). S. 498
- Christof Küster (5.7.2007). S. 500
- Jan Brügelmann (8.7.2007). S. 501
- Franz Norbert Mennemeier (2.8.2007). S. 503
- Jan Brügelmann/Frau Brügelmann (5.8.2007). S. 505
- John J. Hackbarth (14.8.2007). S. 506
- Thilo Dinkel (16.8.2007). S. 511
- Jürgen Wilhelm (21.8.2007). S. 512
- Hilmar Lotz (3.10.2007). S. 511
- Albert von Schirnding (11.1.2008). S. 516
- Monika Maron (12.1.2008). S. 507
- Cornelia Nass (21.1.2008). S. 509
- Andreas Lehmann (3.2.2008). S. 524
- Anna Bugdohl (7.4.2008). S. 526
- Achim Roscher (9.4.2008). S. 528
- Klaus D. Frank (24.4.2008). S. 530
- Jürgen Rüttgers (5.10.2008). S. 532
- Berna Kleinberg (19.11.2008). S. 533
- Guido Schräder (12.1.2009). S. 535
- Andreas Ohler (15.3.2009). S. 537
- Judith Hermann (29.5.2009). S. 538
- Wolfram Schütte (17.6.2009). S. 539
- Wolfgang Schreyer (18.6.2009). S. 540
- Jürgen Habermas (21.6.2009). S. 541
- Otto Conrady (23.6.2009). S. 543
- Hans R. Queiser (28.6.2009). S. 546
- Simone Stölzel (29.6.2009). S. 547
- Ernst Kern (1.7.2009). S. 548
- Eva Menasse (13.7.2009). S. 549
- Eberhard Görner (1.8.2009). S. 550
- Michael Rumpf (1.8.2009). S. 552
- Albert von Schirnding (19.8.2009). S. 553
- Michael Rumpf (27.8.2009). S. 559
- Annette Ahaus (3.10.2009). S. 561
- Albert von Schirnding (4.10.2009). S. 562
- Martina Eichner (6.10.2009). S. 565
- Horst Langensiepen (11.10.2009). S. 366
- Norbert Kohlhase (21.10.2009). S. 568
- Georg Friedrich Pfäfflin (31.10.2009). S. 574
- Familie Thinius (17.11.2009). S. 574
- Alfred Henßler (24.11.2009). S. 576
- Günter Herburger (1.12.2009). S. 577
- Hans Martin Stimpel (14.12.2009). S. 578
- Zentrum f. ev. Predigtkultur (23.12.2009). S. 582
- Jörg Ulrich Meyer-Bothling (28.1.2010). S. 586
- Ulrich Firnhaber (12.2.2010). S. 588
- Sylvia Koke (15.2.2010). S. 592
- Jörg Ulrich Meyer-Bothling (19.3.2010). S. 593
- Albert von Schirnding (2.4.2010). S. 596
- Waltraud Weiß (2.4.2010). S. 597
- Ernst Kern (5.4.2010). S. 599
- Elisabeth Wilkens (5.4.2010). S. 600
- Ruth Rehmann (25.5.2010). S. 602
- Michael Rumpf (26.6.2010). S. 604
- Hugo Dittberner (26.6.2010). S. 605
- Horst Emse (27.7.2010). S. 606
- Elisabeth Endres (7.8.2010). S. 609
- Clemens Zintzen (19.8.2010). S. 611
- Thomas Stölzel (22.8.2010). S. 612
- Walter Hinck (23.10.2010). S. 615
- Fridwald Wellershoff (18.11.2010). S. 616
- Karl Prümm (23.11.2010). S. 622
- Barbara Dobrick (24.11.2010). S. 624
- Martin Hielscher (29.11.2010). S. 626
- Marianne Lierhaus (29.11.2010). S. 628
- Thomas Stölzel (1.12.2010). S. 629
- Albert von Schirnding (1.12.2010). S. 630
- Ursula Reinhold (18.12.2010). S. 631
- Wilhelm Amann (20.12.2010). S. 635
- Oliver Sill (21.12.2010). S. 636
- Uwe Timm (21.12.2010). S. 637
- Delabar (18.1.2011). S. 638
- Guillaume Pias (12.2.2011). S. 643
- Manfred Schlösser (8.4.2011). S. 645
- Joke Frerichs (10.4.2011). S. 648

### Anhang
- Kommentare. S. 649
- Erstveröffentlichungen. S. 670
- Nachwort des Herausgebers. S. 673
- Gesamtinhaltsverzeichnis. S. 705
- Titelregister. S. 734